# پولادان
پولادان یا پولاتان (به تاجیکی: Пӯлотон) جماعت و شهرکی در شمال غربی تاجیکستان است که در ناحیهٔ کان بادام ولایت سغد قرار دارد. جمعیت این جماعت ۲۶٬۰۳۱ نفر است.